# لاين دونالد كامبل
لاين دونالد كامبل (بالإنجليزية: Iain Donald Campbell)‏ هو عالم كيمياء حيوية بريطاني، ولد في 24 أبريل 1941 في برث في أستراليا، وتوفي في 5 مارس 2014 في إنجلترا في المملكة المتحدة.